# Hatušili I.
Hatušili I. (hetitsko Ḫattušili I., slovensko kralj Hatuše) je bil kralj hetitskega Starega kraljestva, ki je vladal okoli 1586–1556 pr. n. št.  (kratka kronologija) ali 1650-1620 pr. n. št. (srednja kronologija).
Na začetku svojega vladanja je uporabljal ime Labarna, zato se ne ve, ali je bil drugi kralj s tem imenom, se pravi Labarna II., ali morda istoveten z Labarno I. ki se v hetitskih kronologijah sicer obravnava kot njegov predhodnik in prvi kralj Starega kraljestva.
Hatušili I. je prestavil prestolnico kraljestva iz Kušare (Kaneš pri sedanjem Kültepeju, Turčija) v Hatušo (pri sedanjem Bogazkale) in ob tej priložnosti prevzel ime Hatušili.
Bil je prvi hetitski vladar, dokumentiran  v primarnih virih. Poleg naslova  »kralj Hatuše« je privzel tudi naslov "mož iz Kušare", ki se je nanašal na prazgodovinsko prestolnico in domovino Hetitov preden so zasedli Nešo. Njegov celoten vladarski naslov  se je glasil "Labarna, veliki kralj Hatuše in Kušare, jaz, sonce".
Klinopisna tablica, ki so jo odkrili leta 1957 in je pisana v hetitskem in akadskem jeziku, je odkrila podrobnosti šestih let njegovega vladanja. Na njej piše, da je razširil hetitske posesti na morje in v drugem letu svoje vladavine podjarmil Alalah in druga mesta v Siriji. V tretjem letu je odšel na pohod proti Arzavi v zahodni Mali Aziji in se nato vrnil v Sirijo, kjer je v naslednjih treh letih ponovno osvojil ozemlja, ki so jih med njegovo odsotnostjo zasedli Huriti. 